# Russula roseicolor
Russula roseicolor är en svampart som beskrevs av J. Blum 1952. Russula roseicolor ingår i släktet kremlor och familjen kremlor och riskor.   Inga underarter finns listade i Catalogue of Life.